# 呂永岩
呂永岩（1952年—），哈爾濱人，中國軍旅作家、生物国防研究学者。筆名严文、山石。為中国作家协会会员、中国报告文学学会理事。

## 生平
1989年毕业于中国人民解放军艺术学院文学系，1972年入伍，曾擔任中国人民解放军沈阳军区《前进报》编辑。他從1974年开始发表作品，1991年加入了中国作家协会。
著有《光环》、《白风峪》、《石女的夏天》、《中考大战》等中篇小说，《中国警官悲喜录》、《中国军花在非洲》、《将军志》、《中国：第一机械化师》、《溥儀傳（插圖本）》、《绝对士兵－－当代青年楷模向南林》等纪实文學作品。此外他亦曾發表過多篇對轉基因食品问题的評論文章，質疑轉基因食品的安全性。

## 獲獎
- 2011年，其纪实文學作品《绝对士兵》獲得第七届中国人民解放军图书奖[4]。

## 外部連結
- 吕永岩的博客